# C-Star
El Balto es un buque multipropósito, originalmente Suunta (en finés: Dirección), un buque oceanográfico de la Administración Marítima Finlandesa. En la actualidad opera bajo pabellón de San Cristóbal y Nieves.
Creado, entre otros propósitos, para buscar el pecio del M/S Estonia, cobró una popularidad en la década de 2010, entonces como C-Star con registro en Mongolia, cuando el barco fue utilizado en el golfo de Adén como escolta de buques mercantes frente a ataques piratas. En 2017, el barco fue adquirido por la plataforma de ultraderecha Movimiento identitario para una campaña de desprestigio en contra de los buques de rescate marítimo a los que calificaban como «taxis de las mafias».

## Diseño
El buque fue construido en 1974 en los astilleros de la empresa finlandesa Rauma-Repola para la Administración Marítima Finlandesa.
La propulsión del buque es por transmisión diésel-eléctrica. La potencia es dada por un único motor diésel Wärtsilä que se apoya en dos generadores diésel Scania para la generación de energía para el sistema eléctrico de a bordo.
El buque, utilizado durante un tiempo como buque de seguridad y suministro para la industria en alta mar, cuenta con una docena de camarotes.
El C Star tiene una autonomía de aproximadamente 3000 millas náuticas y podía permanecer en el mar durante unos 30 días ininterrumpidos cuando actuaba como buque de seguridad.

## Historial

### Administración Marítima Finlandesa
Desde su construcción y hasta la década de 2000, el buque oceanográfico fue parte de la estructura de la Administración Marítima Finlandesa que lo uso para estudios y para buscar el pecio del M/S Estonia, hundido en el mar Báltico en la noche del 27 al 28 de septiembre de 1994.

### C Vessels
En la década de 2000 fue adquirido por la naviera británica C Vessels de Cardiff (Reino Unido), que lo operó primero bajo bandera de Yibuti y más tarde bajo bandera de Mongolia. Lo destinó como buque de seguridad para escoltar buques mercantes por el golfo de Adén, uno de los lugares con mayor número de ataques de piratas en el siglo XXI.
Entre 2012 y 2017 recibió numerosas reparaciones y adecuaciones para este cometido, registrado por lo menos desde 2014.

### Campaña Defender Europa
En 2017, Sven Tomas Egerstrom, director general de Maritime Global Services Ltd y dueño del bque, permitió que éste fuese fletado por activistas del Movimiento identitario para su campaña Defender Europa (en inglés: Defend Europe). En concreto, las secciones francesa y germana (alemana y austriaca) del movimiento, Génération identitaire e Identitäre Bewegung, consiguió llegar a un acuerdo para fletar el barco que se encontraba en el golfo de Adén y llevarlo al Mediterráneo central para llevar a cabo una campaña mediática en contra de los buques de rescate de las oenegés dedicadas al salvamento marítimo que operan habitualmente en la zona, a quienes desde el movimiento identitario las calificaban como «taxis de las mafias» acusándoles de estar actuando en complicidad con las mafias dedicadas al tráfico ilegal de personas en las rutas migratorias a Europa, un tema muy espoleado por los medios tras la crisis migratoria de 2014-2016.
Para el periplo de la campaña, el movimiento acordó el pago de 160 000 euros y tener que trasladarlo desde Yibuti, al norte del Cuerno de África hasta el Mediterráneo central, en concreto el canal de Sicilia, para lo que los tripulantes del Movimiento identitario contarían con la tripulación en ese momento del buque: Un capitán bangladesí y menos de una decena de marineros de Sri Lanka. El viaje comenzó según lo previsto, pero tuvo un primer retraso al serle impedido el paso por el canal de Suez durante varios días.
Tras conseguir cruzar Suez, atracaron en Chipre, donde también sufrieron un retraso debido al papeleo para los permisos. Después de conseguir zarpar, se quedaron sin gasolina al no conseguir repostar en el puerto tunecino de Zarzis como tenían previsto, debido a un bloqueo de pescadores de la zona, avisados por buques de oenegés europeas.
Cuando consiguieron llegar a la zona de salvamento y rescate marítima del Mediterráneo central, se ciñeron a enviar mensajes radiofónicos en las ondas utilizadas por las oenegés rescatistas para advertirles de que sus acciones serían monitoreadas, grabadas y denunciadas en caso de que se internasen en aguas territoriales libias. Ante ello, buques en la zona de Save the Children, Médicos Sin Fronteras o Proactiva Open Arms respondieron que «dejaran libre ese canal para salvar vidas, su verdadera función».

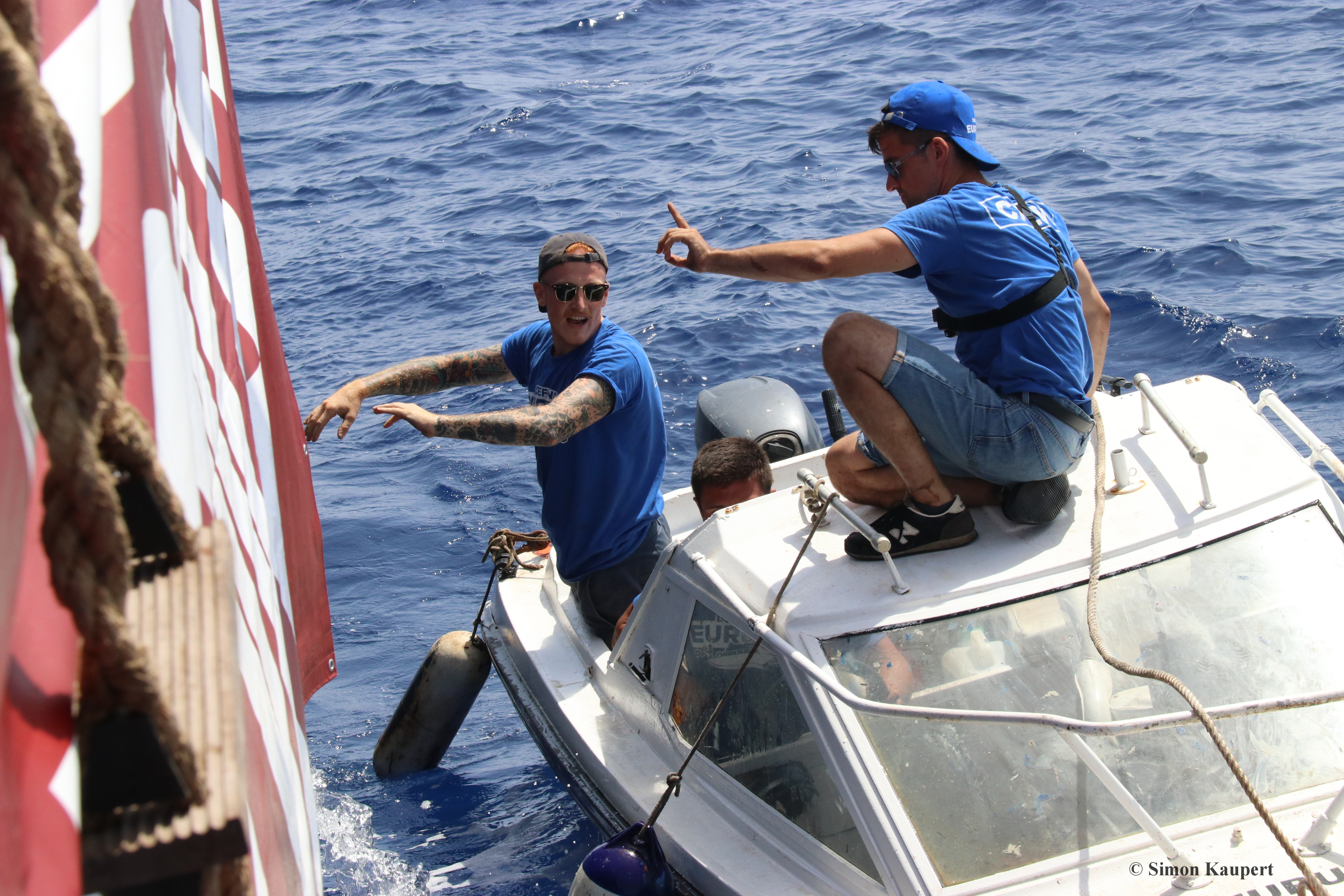
Martin Sellner de Identitäre Bewegung desembarcando del C-Star el 15 de agosto de 2017.

Preguntados si, llegado el caso, realizarían un rescate urgente según la normativa marítima, la tripulación del C-Star respondió que no eran expertos pero que si se daba la situación realizarían el rescate y llevarían a los refugiados al puerto más cercano, siendo éste con toda probabilidad tunecino o libio, acusando nuevamente a las oenegés de no acudir al puerto más cercano; sino de realizar transportes hasta las costas europeas.
Tras varios días en la zona y sufrir una avería para la que rechazaron ayud de un buque por pertenecer a una oenegé alemana, acudieron a un puerto italiano en Sicilia para repostar; pero les fue denegado el atraque en Italia y Malta. Poco después, ante el conocimiento de que se dirigían a la costa española, el ministro del Interior español, Juan Ignacio Zoido informó que España también les negaría el atraque. Los 8 tripulantes de Génération identitaire fueron desembarcados gracias a una lancha en Malta, pero la tripulación asiática y su capitán quedaron en el buque a 5 millas del puerto de Barcelona, debiendo subsistir en el barco con pesca y agua de lluvia hasta finales de 2017 ante la negativa de poder avituallarse en ninguno de los 45 puertos gestionados por la Generalidad de Cataluña.
Con la situación tensa de subsistencia y el desentendimiento del armador británico del buque, la Capitanía Marítima del puerto de Barcelona permitió atracar al buque por razones humanitarias, aunque al no enviar dinero el armador para el mantenimiento del buque ni los salarios de la tripulación, ésta no pudo volver a sus casas hasta febrero de 2018, cuando se confirmó la venta del buque del 23 de enero de 2018 y recibieron sus salarios atrasados, dependiendo durante ese tiempo de la Cruz Roja del Mar y Cáritas en un primer momento y del Comité de Bienestar del Puerto de Barcelona posteriormente para poder sobrevivir.

### Buque de recreo
Tras ser comprado en 2018, el barco fue renombrado como Balto y registrado en las Islas Cook como buque oceanográfico. Posteriormente fue registrado en San Cristóbal y Nieves (2022) y Panamá. En algún momento recibió una restauración a fondo y fue registrado como yate de recreo, volviendo a portar el pabellón de las Islas Cook.